# Савич, Никанор Васильевич
Никано́р Васи́льевич Са́вич (22 декабря 1869, Беловоды, Сумский уезд, Харьковская губерния — 14 марта 1942, Аньер-сюр-Сен) — русский политический деятель. Член Государственной думы III и IV созывов от Харьковской губернии (1907—1917).

## Семья и образование
Родился в дворянской семье. Брат — Николай, адвокат.
Окончил физико-математический факультет Санкт-Петербургского университета с серебряной медалью.

## Земский деятель
После смерти своего отца переехал в своё имение, где занимался сельским хозяйством. Был уездным и губернским земским гласным. 
Позднее вспоминал о той роли, которую сыграли в его жизни молодые годы: 
Будучи естественником по образованию, пройдя суровую хозяйственную школу в период приведения в порядок своего собственного дела, я развил и укрепил прирожденный инстинкт, побуждавший, с одной стороны, к улучшению и развитию всякого дела, за которое я брался, а с другой — к стремлению соблюдать во всём возможную экономию, избегать всякого расхода, который не являлся строго необходимым для развития дела.

## В Государственной думе
В 1907—1917 — член III и IV Государственных дум от Харьковской губернии. По политическим взглядам — конституционный монархист. Член фракции «Союз 17 октября», после её раскола фракции вошёл во фракцию земцев-октябристов. Товарищ председателя комиссии государственной обороны (с 1912 комиссия по военным и морским делам), председатель подкомиссии по военно-морским делам, член земельной и бюджетной комиссий. В Думе считался специалистом по морским вопросам (финансовую составляющую которых изучил самостоятельно), сотрудничал с молодыми офицерами, выступавшими за реформы в военно-морской сфере — в том числе с А. В. Колчаком, о котором оставил воспоминания. Сторонник модернизации русского флота, поддерживал деятельность морского министра И. К. Григоровича.
С августа 1915 года — член Прогрессивного блока и Особого совещания для обсуждения и объединения мероприятий по обороне государства.

## Деятельность в 1917
28 февраля 1917 года назначен комиссаром Временного комитета Государственной думы в военное и морское министерства. Отказался от поста морского министра во Временном правительстве. Вместе с А. И. Гучковым работал в Центральном военно-промышленном комитете, участвовал в Московском Государственном комитете в августе 1917.

## Белое движение
В мае 1918 года выехал из Петрограда на Украину, жил в родном Сумском уезде, в ноябре 1918 участвовал в Ясском совещании с представителями стран Антанты. Вступил в состав правоцентристской политической организации Совет государственного объединения России; наряду с А. В. Кривошеиным был одним из его лидеров. Продолжал придерживаться монархических взглядов, считал наилучшим кандидатом на российский престол великого князя Николая Николаевича. В 1919 году вошел в Особое совещание при главнокомандующем Вооружёнными силами Юга России А. И. Деникине. По собственным воспоминаниям, «мне предстояло стать там лидером правого или, скорее, умеренного течения политической мысли». Был оппонентом занимавших ключевые позиции в Особом совещании кадетских политиков.
В начале весны 1920 эмигрировал из Новороссийска в Константинополь, затем переехал в Сербию. Был приглашён в действовавшее при главнокомандующем П. Н. Врангеле правительство Юга России во главе с А. В. Кривошеиным, в июне 1920 прибыл в Крым, где занял пост государственного контролёра.

## Эмигрант
В ноябре 1920 года эвакуировался вместе с белой армией в Константинополь, где был заместителем начальника финансовой части при главнокомандующем (фактически её руководителем, так как начальник М. В. Бернацкий был командирован Врангелем в Париж), возглавлял ликвидационную комиссию.
В 1921 году выехал в Париж, по поручению Врангеля вошёл в состав Делового комитета, занимавшегося сбором средств для сохранения ядра армии, занимал пост контролёра правления Добровольного флота. Продолжал заниматься политической деятельностью, стал членом-учредителем Народно-монархического союза конституционных монархистов. Был секретарём инициативной группы по объединению русских общественных организаций, занимавшегося подготовкой созыва Российского зарубежного съезда, состоявшегося в 1926. Продолжал оживлённую переписку с генералом Врангелем.
С 1927 года отошёл от политики, занимался работой над мемуарами (изданы в России в 1993), вёл дневник, десять тетрадей которого (за 1930—1942) в 2002 году были приобретены библиотекой Университета Северной Каролины.
Скончался в 1942 году. Похоронен на кладбище Сент-Женевьев-де-Буа.

## Труды
- Савич Н. В. Воспоминания / Вступ. ст. Н. Рутыча, ред. И. Наровлянская. — СПб.; Дюссельдорф: Логос; Голубой всадник, 1993. — 421 с. — ISBN 5-87288-049-9.